# Strymon atrofasciata
Strymon atrofasciata är en fjärilsart som beskrevs av Mcdunnough 1921. Strymon atrofasciata ingår i släktet Strymon och familjen juvelvingar. Inga underarter finns listade i Catalogue of Life.